# Чарітха Мудіянселаж
Чарітха Бандара Ратхнаяке Бамманне Мудіянселаж або просто Чарітха Мудіянселаж (нар. 26 грудня 1992) — ланкіський футболіст, захисник клубу «Коломбо».

## Кар'єра гравця
Футбольну кар'єру розпочав у 2009 році в клубі «Ейр Форс», кольори якого захищав до 2016 року. Потім перейшов до «Коломбо», з яким у 2016 та 2017 році вигравав Прем'єр-лігу.

## Кар'єра в збірній
У складі національної збірної Шрі-Ланки дебютував 2 березня 2013 року в поєдинку проти збірної Афганістану. На даний час за неї провів 3 матчі, в яких відзначився 1-м голом.